# 陈书华墓碑案
陈书华墓碑案是指1983年发生在新加坡的一起刑事案件，华人陈书文因在其弟弟、前马来亚民族解放阵线成员陈书华的墓碑刻上颂扬其在马来亚共产党的功绩，被新加坡当局以铭文有颠覆性为由判刑一年，上诉后减刑为一个月。事件被英国《星期日泰晤士报》曝光后，受到国际社会关注。

## 背景

### 马来亚民族解放阵线
马来亚民族解放阵线是马来亚共产党的分支组织，1968年成立，首要任务是推翻新加坡及马来西亚的政府。1965年，新马两国宣布独立，但遭到当地的共产势力抵抗。1968年至1974年，民族解放阵线多次在公共场合引爆詭雷。此外，民族解放阵线还为马来西亚北部边境及泰国南部活动的马来亚民族解放军搜集药品、炸药等物资。
1976年，经过全面的调查，新加坡内部安全局对民族解放阵线展开清剿行动，收缴大量文件、武器及炸药。23人在审讯后获释，17人依照《内部安全法令》审前关押，10人涉嫌在马来西亚从事恐怖活动，被移送至当地警方。

### 陈书华

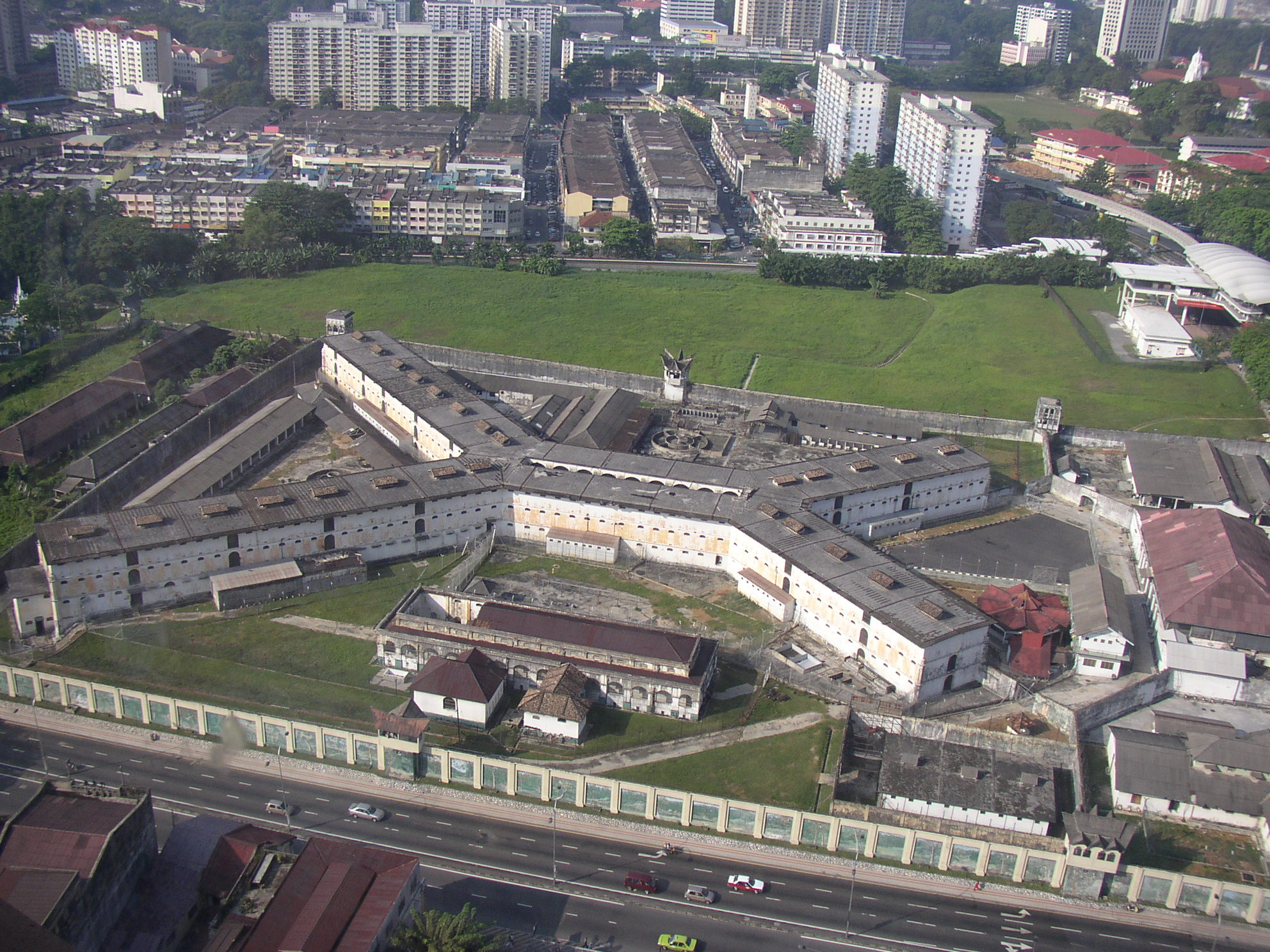
半山芭監獄

陈书华，1948年出生，政治异见人士，马来亚民族解放阵线高级官员。新加坡内部安全局对他进行抓捕的时候，他从新加坡逃到马来西亚。陈书华是巴士司机出身，已婚。1979年6月2日，陈书华在柔佛的一处菜园被捕，被捕时携带一把.32口径美洲驼半自动手枪和七发子弹。他被新山高级法院以违反马来西亚《安全案件基本条例》（Essential Security Cases (Amendment) Regulations）判处死刑。在押期间，比利时政府向他提出政治庇护，让他有机会离开马来西亚。尽管如此，他还是于1983年1月18日在吉隆坡半山芭監獄执行绞刑。

## 案件
陈书华的哥哥陈书文将他的遗体带回，他于1983年1月20日在蔡厝港坟场下葬。1983年5月28日，刑事侦查局在陈书文寓所进行逮捕，理由是陈书文为陈书华设计的墓碑有颂扬共产主义的墓志铭，具有颠覆性。
墓志铭如下：
|  | 陈书华烈士出身贫农，修完中学后，当工厂工人。七十年代中，加入马来亚共产党领导下的马来亚民族解放阵线，后升为区委。在艰苦的环境中，他常以野菜充饥，把节约的钱全交给组织，充份（原文如此）体现出革命战士的高贵品质。在受敌人的追缉后即转移到柔佛州，不顾个人安危，坚持工作，不幸于一九七九年六月二日被捕。在牢里，受尽严刑拷打，威逼利诱，但他坚贞不屈，视死如归。一九八三年一月十八日，他为了祖国的解放事业，在吉隆坡半山芭监狱绞刑架下英勇就义，年仅三十五岁。他在生命的最后一刻，壮怀激烈，写下了“义愤填膺绞架边，猛挥血笔诉百年；血诉不尽世冤屈，何日毁架换新天”这首战斗的诗篇，表达了他对旧社会的刻骨仇恨，对祖国革命必胜的无限信心。他的光辉形象将永远活在人民的心中。 陈书华烈士永垂不朽！ |

案件于1983年11月审理，陈书文向法庭表示，自己不是共产党，没有政治倾向，墓志铭是弟媳写在纸上交给他的，他直接把纸交给刻墓志铭的人，在此之前没有读过，也不监督墓碑的制造。法庭随后获悉，刑事侦查局于1983年5月11日从蔡厝港墓碑店处检获写有碑文的纸张。陈书文辩护律师、工人党籍国会议员約舒亞·本傑明·惹耶勒南指出，刑事侦查局是应“一个政府部门”指示进行调查和逮捕。至于墓碑，除了被告的直系亲属和好友，公众根本不知道新加坡最大的墓地有这块“煽动性”墓碑，更不用说上面的碑文。法庭最终驳回辩方的减刑请求，认为陈书文控制其兄陈书华的墓碑，墓碑刻着倾向于提倡危害新加坡国家安全行为的中文铭文，判处其监禁一年，上诉后减刑至一个月。
案件的审理让鲜为人知的陈书华变得街知巷闻，英国《星期日泰晤士报》在庭审的几个月后对案件进行报道，为新加坡政府的国际形象留下负面的阴影，当局则用“他国无权干涉内政”驳斥。

## 后续
陈书华的墓碑位于蔡厝港坟场佛教部第8区，编号3222。1985年，报道指陈家用水泥盖掉碑文中颂扬陈书华为共产主义事业“就义”的碑文，只留下陈书华的肖像、姓氏和生卒年份。
2024年1月，以案件改编的电影《夜宵噤时》在第53届鹿特丹国际电影节首映。电影曾计划在同年的新加坡国际电影节放映，但在提交新加坡資訊通信媒體發展局评级时，局方以电影“可能损害国家利益”拒绝评级，电影因此无法上映。

## 脚注
1. 1 2 3  Brazil, "The End of a Movement", pp. 234–245.
2. 1 2 3  Soh, "Phoenix: Innovation and Modernisation (1970–2000)", pp. 93–94.
3. ↑  Gunn, "Death and the State in Malaysia", p. 119.
4. ↑  . The Straits Times. 2003-08-09.
5. ↑  . 联合早报 (新加坡). 1983-05-01: 1  [2025-01-04].
6. 1 2  Brazil, "Story of a short life", p. 235.
7. 1 2 3 4 5  Brazil, "The Trial of Tan Chay Wa", pp. 236–237.
8. ↑  Frater, Patrick. . 2024-01-24.
9. ↑  . CNA Lifestyle.   [2024-11-08]. （原始内容存档于2024-12-11） （英语）.
10. ↑  . IMDA.   [2024-11-08].